# Bosques templados de frondosas y mixtos
Los bosques templados de frondosas y mixtos son uno de los catorce biomas en los que el WWF clasifica las ecorregiones terrestres, incluyen los bosques caducifolios, bosques laurifolios y bosques mixtos.
Son bosques templados (de clima templado) mayormente dominados por angiospermas y que poseen gran variabilidad de temperatura y precipitaciones. 
En el bosque templado del Este de Asia la estación seca se produce en invierno y en las regiones húmedas alrededor de las zonas de clima mediterráneo es seco en verano. En otras áreas, la distribución de lluvias a lo largo del año es más regular. Las precipitaciones anuales varían entre 600 y 1500 mm como promedio. Las temperaturas suelen ser moderadas, excepto en partes de Asia como la región del Ussuri, en el Extremo Oriente ruso, donde los inviernos son muy fríos. 

## Clima
Los bosques templados de hoja ancha y mixtos se dan en zonas con estaciones cálidas y frías bien diferenciadas que les confieren temperaturas medias anuales moderadas: 5 a 15 grados Celsius (41 a 59 °F). Estos bosques se dan en climas relativamente cálidos y lluviosos, a veces también con una estación seca marcada. La estación seca se da en invierno en Asia oriental y en verano en la franja húmeda de las zonas de clima mediterráneo. Otras zonas, como el centro-este de Norteamérica, tienen una distribución bastante uniforme de las precipitaciones; las precipitaciones anuales suelen ser superiores a 600 mm (23,6 plg) y a menudo superiores a 1500 mm (59,1 plg), aunque pueden descender hasta 300 mm (11,8 plg) en algunas partes de Oriente Próximo y acercarse a 6000 mm (236,2 plg) en las montañas de Nueva Zelanda y las Azores. Las temperaturas suelen ser moderadas, excepto en partes de Asia como la región del río Ussuri, donde pueden darse bosques templados a pesar de las duras condiciones con inviernos muy fríos.
Los climas son típicamente húmedos durante gran parte del año, apareciendo generalmente en el clima subtropical húmedo sin que el verano sea extremadamente caluroso y el invierno muy suave, y en las zonas de clima continental húmedo al sur de la tundra y en el clima generalmente subártico. taiga. En la clasificación climática de Köppen están representadas respectivamente por Cfa, Dfa/Dfb zona sur y Cfb, y, más raramente, Csb', BSk y Csa.

## Árboles
En el hemisferio norte, los árboles de hoja ancha característicos dominantes en este bioma incluyen robles (Quercus spp.), hayas (Fagus spp.), arces (Acer spp. ), o abedules (Betula spp.). El término "bosque mixto" proviene de la inclusión de coníferas como componente del dosel de algunos de estos bosques. Las coníferas típicas incluyen pinos (Pinus spp.), abetos (Abies spp.) y píceas (Picea spp.). En algunas zonas de este bioma, las coníferas pueden ser una especie de dosel más importante que las especies de hoja ancha. En el hemisferio sur, géneros endémicos como Nothofagus y Eucalyptus ocupan este bioma, y la mayoría de las coníferas (miembros de las Araucariaceae y Podocarpaceae) se dan en mezclas con especies latifoliadas, y se clasifican como bosques latifoliados y mixtos.

## Tipos

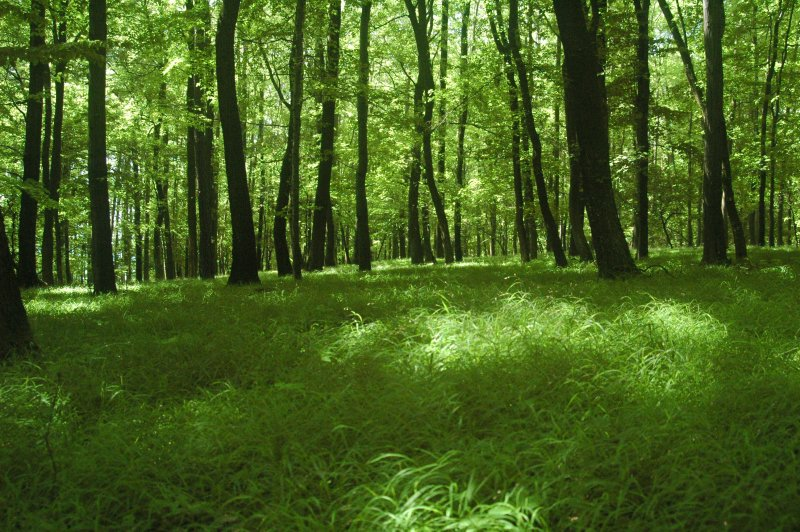
Bosque templado de hayas (caducifolio).

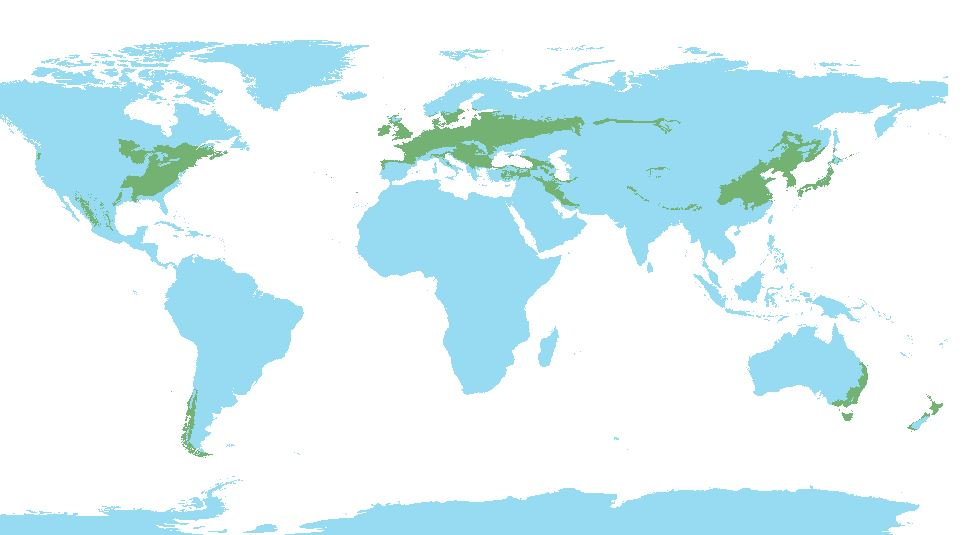
Mapa del bosque templado de frondosas y mixtos (no incluye el bosque mediterráneo).

Los bosques templados de frondosas presentan diversos ecosistemas dependiendo de la estacionalidad y humedad del clima.

### Bosque caducifolio
Se llama caducifolio porque viene de la palabra latina caducis que significa malo y foli hoja. Son los bosques de hoja caduca y copa ramificada, que pierden su follaje en otoño.
El bosque caducifolio tiene un verano lluvioso y una estación seca invernal, con precipitaciones mayores a los 800 mm anuales. Los árboles pueden superar los 40 m y tiene un estrato herbáceo, brotando el follaje en primavera. Son típicos los bosques de roble, arce, haya y olmo, y se encuentran en Norteamérica, Europa, parte de Asia hasta Japón, Nueva Zelanda y poco en Sudamérica. Un ejemplo es el bosque de las Grandes Montañas Humeantes.

### Bosque laurifolio
También llamado selva templada debido a su exuberante vegetación. Es un bosque templado húmedo, perennifolio, nuboso, montano y musgoso, con hojas llamadas lauroides por su parecido al laurel. Su condición pluriespecífica hace que se considere también un tipo de selva con precipitaciones mayores a los 1000 mm llegando a los 3000 mm. Ejemplos de este bosque son la selva valdiviana y los bosques de Macaronesia. También desarrolla en climas subtropicales como en el caso de la selva misionera.

### Bosque mixto
Son aquellos donde se mezclan angiospermas y coníferas, por lo que presentan vegetación de hoja caducas y perennes.

### Bosque mediterráneo
Si bien es generalmente considerado un bosque templado de frondosas, para la WWF es un bioma aparte. El verano es cálido seco y el invierno lluvioso de templado a frío. Tiene una pluviosidad entre 300 y 700 mm anuales. Su vegetación es perennifolia con árboles de menos de 20 m, de copa densa y un estrato de arbustos. Este tipo de bosque se encuentra en la península ibérica, el Magreb, California, sur de Chile, sur de Australia y Sudáfrica.

## Ecología
La estructura típica de estos bosques incluye cuatro estratos.
- El estrato superior es el dosel compuesto por árboles maduros altos que van desde 30 a 60 m de altura. Bajo el dosel se encuentra el sotobosque de tres capas, tolerante a la sombra que es aproximadamente 10 a 17 m más corto que el dosel.
- La capa superior del sotobosque es el subbosque, compuesto por árboles maduros más pequeños, árboles jóvenes y árboles jóvenes suprimidos del dosel que esperan una apertura en el dosel.
- Debajo del dosel se encuentra el estrato arbustivo, compuesto por plantas leñosas de bajo crecimiento.
- Normalmente, la capa de crecimiento más bajo (y más diversa) es la cubierta vegetal o capa herbácea.

### Biodiversidad
Estos bosques albergan una gran diversidad de hongos e invertebrados en particular, así como probablemente bacterias y otros microorganismos. 
Las especies forestales típicas o estrictamente dependientes de la madera muerta están disminuyendo debido a la escasez de madera muerta y a la fragmentación de los bosques.

## Ecorregiones
Este bioma comprende las siguientes ecorregiones terrrestes:
| Ecozona               | Ecorregión                                                       | Código WWF | Países |
| --------------------- | ---------------------------------------------------------------- | ---------- | --- |
| Ecozona australasiana | Bosques templados de Chatham de Australasia                      | AA0401     | Nueva Zelanda |
| Ecozona australasiana | Bosques templados de Australia oriental                          | AA0402     | Australia |
| Ecozona australasiana | Bosques templados de Fiordland                                   | AA0403     | Nueva Zelanda |
| Ecozona australasiana | Bosques templados de la costa de Nelson                          | AA0404     | Nueva Zelanda |
| Ecozona australasiana | Bosques templados de la Isla Norte                               | AA0405     | Nueva Zelanda |
| Ecozona australasiana | Bosques templados de kauri de las Northlands                     | AA0406     | Nueva Zelanda |
| Ecozona australasiana | Bosques templados de Rakiura                                     | AA0407     | Nueva Zelanda |
| Ecozona australasiana | Bosques templados de Richmond                                    | AA0408     | Nueva Zelanda |
| Ecozona australasiana | Bosques templados del sureste de Australia                       | AA0409     | Australia |
| Ecozona australasiana | Bosques templados de Southland                                   | AA0410     | Nueva Zelanda |
| Ecozona australasiana | Bosques de la Meseta Central de Tasmania                         | AA0411     | Australia |
| Ecozona australasiana | Bosques templados de Tasmania                                    | AA0412     | Australia |
| Ecozona australasiana | Selvas tropicales templadas de Tasmania                          | AA0413     | Australia |
| Ecozona australasiana | Bosques templados de Westland                                    | AA0414     | Nueva Zelanda |
| Ecozona Indomalaya    | Bosques latifoliados del Himalaya oriental de la zona Indomalaya | IM0401     | Bután, India, Nepal                                                                                               |
| Ecozona Indomalaya    | Bosques templados del Triángulo Norte                            | IM0402     | Birmania |
| Ecozona Indomalaya    | Bosques latifolios del Himalaya occidental                       | IM0403     | India, Nepal, Pakistán                                                                                            |
| Ecozona neartica      | Bosques Neárticos de las Mesetas Allegheny                       | NA0401     | Estados Unidos de América                                                                                         |
| Ecozona neartica      | Bosque Mesofítico Mixto de los Apalaches                         | NA0402     | Estados Unidos de América                                                                                         |
| Ecozona neartica      | Bosque de las Montañas Blue Ridge                                | NA0403     | Estados Unidos de América                                                                                         |
| Ecozona neartica      | Bosques de frondosas del centro de Estados Unidos                | NA0404     | Estados Unidos de América                                                                                         |
| Ecozona neartica      | Bosques del centro-este de Texas                                 | NA0405     | Estados Unidos de América                                                                                         |
| Ecozona neartica      | Zona de transición del bosque boreal oriental                    | NA0406     | Canadá, Estados Unidos de América                                                                                 |
| Ecozona neartica      | Bosques de tierras bajas de los Grandes Lagos Orientales         | NA0407     | Canadá, Estados Unidos de América                                                                                 |
| Ecozona neartica      | Bosques de tierras bajas del Golfo de San Lorenzo                | NA0408     | Canadá |
| Ecozona neartica      | Bosques de tierras bajas de Mississippi                          | NA0409     | Estados Unidos de América                                                                                         |
| Ecozona neartica      | Bosques de Nueva Inglaterra-Acadia                               | NA0410     | Canadá, Estados Unidos de América                                                                                 |
| Ecozona neartica      | Bosques costeros del noreste                                     | NA0411     | Estados Unidos de América                                                                                         |
| Ecozona neartica      | Bosques de las Montañas Ozark                                    | NA0412     | Estados Unidos de América                                                                                         |
| Ecozona neartica      | Bosques Mixtos del Sureste                                       | NA0413     | Estados Unidos de América                                                                                         |
| Ecozona neartica      | Bosques de los Grandes Lagos del Sur                             | NA0414     | Canadá, Estados Unidos de América                                                                                 |
| Ecozona neartica      | Zona de transición de bosque-sabana del Alto Medio Oeste         | NA0415     | Estados Unidos de América                                                                                         |
| Ecozona neartica      | Bosques de los Grandes Lagos Occidentales                        | NA0416     | Canadá, Estados Unidos de América                                                                                 |
| Ecozona neartica      | Bosques del Valle de Willamette                                  | NA0417     | Estados Unidos de América                                                                                         |
| Ecozona neotropical   | Bosques Templados Neotropicales de la Isla Juan Fernández        | NT0401     | Chile |
| Ecozona neotropical   | Bosque magallánico                                               | NT0402     | Argentina, Chile                                                                                                  |
| Ecozona neotropical   | Bosques templados de las Islas San Félix-San Ambrosio            | NT0403     | Chile |
| Ecozona neotropical   | Ecorregión bosque valdiviano                                     | NT0404     | Argentina, Chile                                                                                                  |
| Ecozona paleartica    | Bosque montano caducifolio de los Apeninos                       | PA0401     | Italia |
| Ecozona paleartica    | Bosque mixto atlántico                                           | PA0402     | Bélgica, Dinamarca, Francia, Alemania, Países Bajos, Portugal                                                     |
| Ecozona paleartica    | Bosques templados mixtos de las Azores                           | PA0403     | Portugal |
| Ecozona paleartica    | Bosque mixto balcánico                                           | PA0404     | Albania, Bosnia y Herzegovina, Bulgaria, Grecia, República de Macedonia, Montenegro, Rumanía, Serbia, Turquía     |
| Ecozona paleartica    | Bosque mixto báltico                                             | PA0405     | Dinamarca, Alemania, Polonia, Suecia                                                                              |
| Ecozona paleartica    | Bosque mixto cantábrico                                          | PA0406     | Francia, Portugal, España                                                                                         |
| Ecozona paleartica    | Bosque mixto hircano del Caspio                                  | PA0407     | Azerbaiyán, Irán                                                                                                  |
| Ecozona paleartica    | Bosque mixto del Cáucaso                                         | PA0408     | Armenia, Azerbaiyán, Georgia, Rusia, Turquía                                                                      |
| Ecozona paleartica    | Bosques de frondosas celtas                                      | PA0409     | Irlanda, Reino Unido                                                                                              |
| Ecozona paleartica    | Bosque caducifolio de Anatolia central                           | PA0410     | Turquía |
| Ecozona paleartica    | Bosques mixtos de la meseta de Loess de China central            | PA0411     | China |
| Ecozona paleartica    | Bosque mixto de Europa central                                   | PA0412     | Austria, Bielorrusia, Republica Checa, Alemania, Lituania, Moldavia, Polonia, Rumanía, Rusia, Ucrania             |
| Ecozona paleartica    | Bosques caducifolios de Corea Central                            | PA0413     | China, Corea |
| Ecozona paleartica    | Bosque mixto de las montañas Changbai                            | PA0414     | China |
| Ecozona paleartica    | Bosques perennes de la llanura de Chang Jiang                    | PA0415     | China |
| Ecozona paleartica    | Complejo forestal submediterráneo de Crimea                      | PA0416     | Rusia, Ucrania |
| Ecozona paleartica    | Bosques perennes de las montañas Daba                            | PA0417     | China |
| Ecozona paleartica    | Bosque mixto de los Alpes Dináricos                              | PA0418     | Albania, Bosnia y Hercegovina, Croacia, Italia, Montenegro, Serbia, Eslovenia                                     |
| Ecozona paleartica    | Bosque estepario de Europa oriental                              | PA0419     | Bulgaria, Moldavia, Rumanía, Rusia, Ucrania                                                                       |
| Ecozona paleartica    | Bosque caducifolio de Anatolia oriental                          | PA0420     | Turquía |
| Ecozona paleartica    | Hayedo de las tierras bajas de Inglaterra                        | PA0421     | Reino Unido |
| Ecozona paleartica    | Bosque de frondosas del Ponto Euxino y la Cólquide               | PA0422     | Bulgaria, Georgia, Turquía                                                                                        |
| Ecozona paleartica    | Bosques caducifolios de Hokkaidō                                 | PA0423     | Japón |
| Ecozona paleartica    | Bosques mixtos de la llanura del río Amarillo                    | PA0424     | China |
| Ecozona paleartica    | Bosques perennes de Madeira                                      | PA0425     | Portugal |
| Ecozona paleartica    | Bosques mixtos de Manchuria                                      | PA0426     | China, Corea, Rusia                                                                                               |
| Ecozona paleartica    | Bosques perennes de Nihonkai                                     | PA0427     | Japón |
| Ecozona paleartica    | Bosques caducifolios montanos de Nihonkai                        | PA0428     | Japón |
| Ecozona paleartica    | Bosques húmedos mixtos del Atlántico Norte                       | PA0429     | Irlanda, Reino Unido                                                                                              |
| Ecozona paleartica    | Bosques caducifolios de la llanura del noreste de China          | PA0430     | China |
| Ecozona paleartica    | Bosque mixto de Panonia                                          | PA0431     | Austria, Bosnia y Hercegovina, Croacia, República Checa, Hungría, Rumanía, Serbia, Eslovaquia, Eslovenia, Ucrania |
| Ecozona paleartica    | Bosque mixto del valle del Po                                    | PA0432     | Italia |
| Ecozona paleartica    | Bosques mixtos y de coníferas de los Pirineos                    | PA0433     | Francia, España                                                                                                   |
| Ecozona paleartica    | Bosques caducifolios de la montaña Qin Ling                      | PA0434     | China |
| Ecozona paleartica    | Bosque mixto de los montes Ródope                                | PA0435     | Bulgaria, Grecia, República de Macedonia, Serbia                                                                  |
| Ecozona paleartica    | Bosques mixtos sármatas                                          | PA0436     | Bielorrusia, Estonia, Finlandia, Letonia, Lituania, Noruega, Rusia, Suecia                                        |
| Ecozona paleartica    | Bosques de hoja ancha perenne de la cuenca de Sichuan            | PA0437     | China |
| Ecozona paleartica    | Bosques mixtos del sur de Sajalín y las Kuriles                  | PA0438     | Japón, Rusia |
| Ecozona paleartica    | Bosques perennes de Corea del Sur                                | PA0439     | Corea |
| Ecozona paleartica    | Bosque siempreverde Taiheiyo                                     | PA0440     | Japón |
| Ecozona paleartica    | Bosques caducifolios montanos de Taiheiyo                        | PA0441     | Japón |
| Ecozona paleartica    | Estepa y bosques caducifolios de la cuenca del Tarim             | PA0442     | China |
| Ecozona paleartica    | Bosques latifoliados y mixtos de Ussuri                          | PA0443     | Rusia |
| Ecozona paleartica    | Bosque semiboreal de Siberia occidental                          | PA0444     | Rusia |
| Ecozona paleartica    | Bosque de frondosas de Europa occidental                         | PA0445     | Austria, Bélgica, República Checa, Francia, Alemania, Polonia, Suiza                                              |
| Ecozona paleartica    | Bosque estepario de los montes Zagros                            | PA0446     | Irán, Iraq, Turquía                                                                                               |